# Chuck Ragan

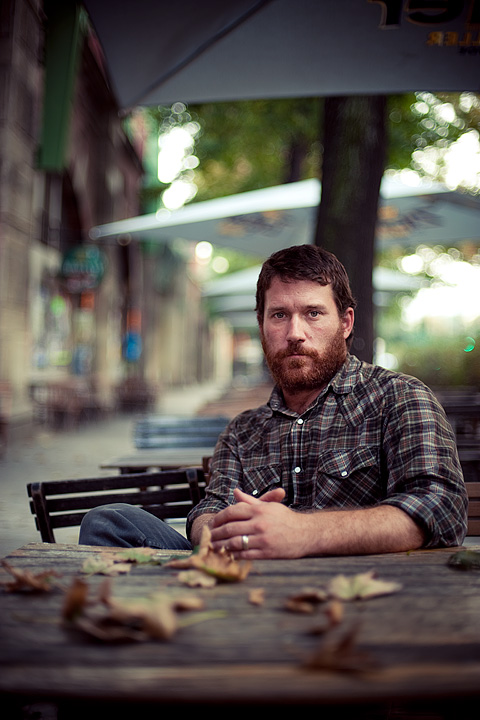
Chuck Ragan (2009)

Charles Allan „Chuck“ Ragan (* 30. Oktober 1974) ist ein US-amerikanischer Sänger, Songwriter und Gitarrist.

## Biografie

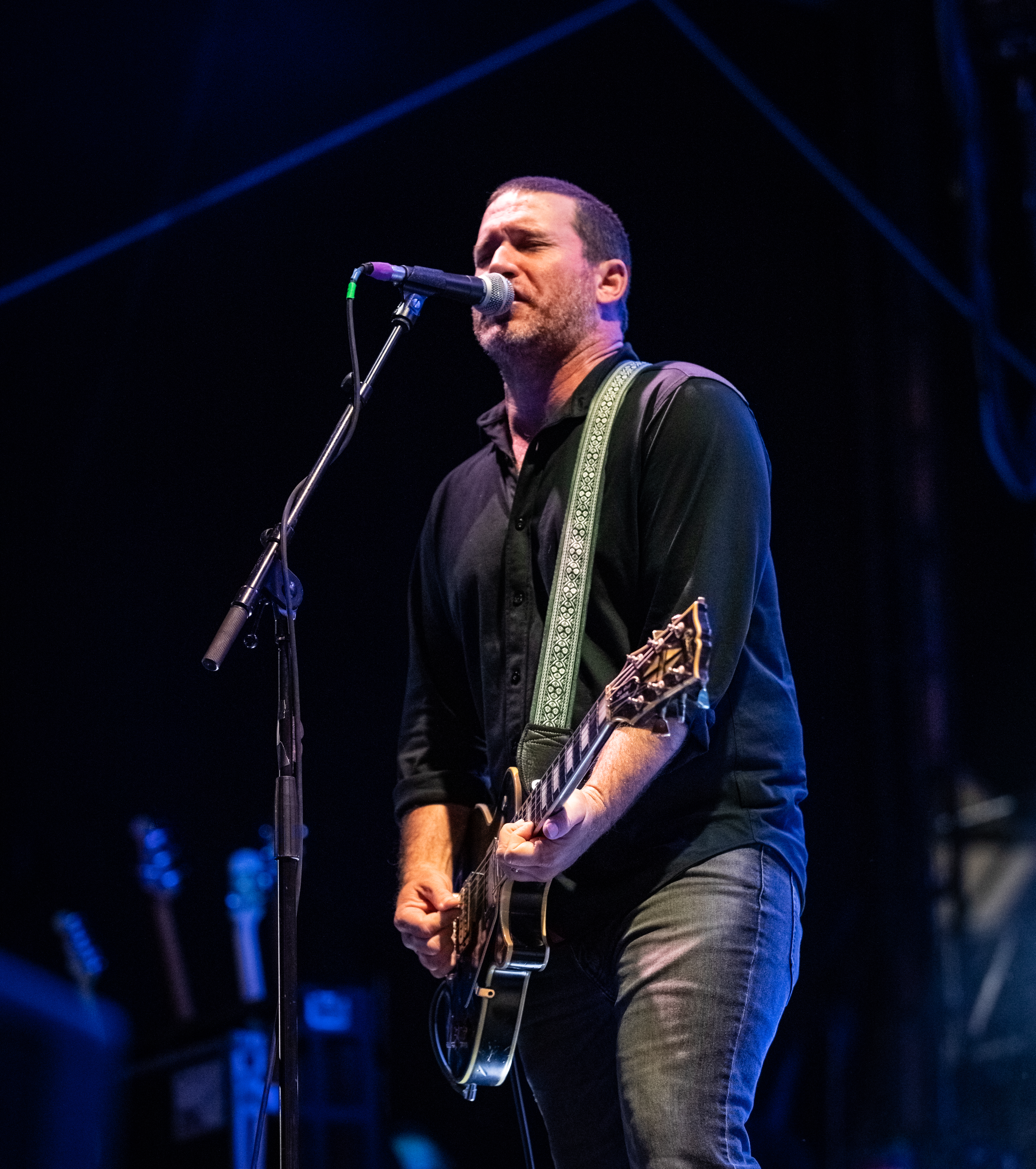
Chuck Ragan mit Hot Water Music live bei Rock am Ring 2019

Von 1993 bis 2006 war Ragan neben Chris Wollard Lead-Sänger der Post-Hardcore-Band Hot Water Music aus Gainesville, Florida. 2006 entschied die Band, fortan nicht mehr gemeinsam zu spielen, und gründete ohne Ragan die Band The Draft. Ragan selbst begann eine Solokarriere, bei der er mit Akustikgitarre von Folk und Bluegrass beeinflusste Musik wie schon bei Rumbleseat, einem anderen Seitenprojekt von Hot Water Music, spielt. Seitdem brachte er eine Serie von Singles auf No Idea Records sowie mehrere Studio-, Live-Alben und 7"-Singles auf SideOneDummy und anderen Plattenlabels heraus. Anfang des Jahres 2008 tat sich Ragan wieder mit Hot Water Music zusammen. Sie spielten im selben Jahr einige Shows in den USA und in Europa. Seitdem tourt die Band wieder in unregelmäßigen Abständen und hat 2012 das Studioalbum Exister veröffentlicht.
Seit 2008 organisiert Ragan in den USA außerdem die Revival Tour. Bei dieser treten, neben Ragan selbst, weitere Musiker auf, die zumeist ebenfalls aus Punkrock-Bands stammen. Die Künstler spielen eigene Songs, Lieder ihrer jeweiligen Bands und Coverversionen im akustischen Gewand. 2011 fand dieses Event erstmals in Deutschland statt. Dabei wurde Ragan von Dave Hause (The Loved Ones), Dan Andriano (Alkaline Trio) und Brian Fallon (The Gaslight Anthem) mit Gitarre und Gesang, sowie Jon Gaunt an der Fiddle und Joe Ginsberg am Kontrabass begleitet.

## Diskografie

### Studioalben
- 2007: The Blueprint Sessions – (CD) No Idea Records
- 2007: Feast Or Famine – (CD/LP) SideOneDummy/No Idea Records
- 2008: Revival Road 2008 (mit Ben Nichols & Tim Barry) – (CD/LP) TenFour Records/SideOneDummy
- 2008: Bristle Ridge (mit Austin Lucas) – (CD/LP) TenFour Records/Hometown Caravan Records/Cargo Records (Europe)
- 2009: Gold Country – (CD/LP) SideOneDummy/TenFour Records/Cargo Records (Europe)
- 2011: The Revival Tour 2011 Collections (mit Brian Fallon & Dan Andriano & Dave Hause) – (CD/LP) Ten Four Records
- 2011: Covering Ground – (CD/LP) SideOneDummy/TenFour Records/Cargo Records (Europe)
- 2014: Till Midnight – (CD/LP) Side One Dummy (Cargo Records)
- 2016: The Flame In The Flood – (CD/LP) TenFour Records
- 2024: Love and Lore – (CD/LP) Rise Records

### Livealben
- 2006: Live at the Troubadour – (CD) Self-Release
- 2007: Los Feliz – (CD/LP) SideOneDummy/No Idea Records
- 2009: Live at Hafenkneipe Zürich – (LP) Leech Records (Europe)
- 2009: Chuck plays Frankfurt – (DoLP) Fanclub-Release (auf 300 Kopien limitiert)
- 2009: Live from Rock Island – The Daytrotter Sessions (with Jon Gaunt & Friends) – (LP)
- 2010: Live at Cafe Du Nord – (LP) TenFour Records
- 2014: Live at Skaters Palace – (LP) Uncle M

### Kompilationen
- 2007: A Tribute to Leatherface – (DoCD) Rubber Factory Records
- 2007: Plea for Peace Vol. 2 – (DoCD) Asian Man Records
- 2007: The Streets we walk – (CD) Fist City Records
- 2008: All Aboard – A Tribute to Johnny Cash – (CD/LP) Anchorless Records
- 2009: The Revival Tour Fall 2009 Compilation – (DoCD) Ten Four Records
- 2013: The Revival Tour 2012 Collection – (DoCD) Ten Four Records

### Splits
- 2006: Chuck Ragan & Austin Lucas Split 7" – Hometown Caravan Records
- 2007: Chuck Ragan & Muff Potter Split 7" – Huck´s Plattenkiste
- 2008: Chuck Ragan & Nagel (Muff Potter) Snapshot – (7") TenFour Records/Huck´s Plattenkiste
- 2008: Chuck Ragan & The Loved Ones Give & Take – (7") TenFour Records
- 2009: Chuck Ragan & Brian Fallon (The Gaslight Anthem) Gospel Hymns – (7") SideOneDummy
- 2010: Chuck Ragan & Darren Gibson Split EP – (CD/Download) Poison City Records/TenFour Records
- 2011: Chuck Ragan & Sam Russo & Jimmy Islip & Helen Chambers – (LP) Specialist Subject Records

### Singles
- 2006: The 7-Inch Club #1, #2 No Idea Records
- 2007: The 7-Inch Club #3, #4, #5, #6, #7 No Idea Records
- 2007: Between the Lines/Dream of a Miner´s Child – (7") SideOneDummy
- 2007: Ole Diesel/The World turned upside down – (7") Rat Patrol Records
- 2007: Work the Bank – (7") Hometown Caravan Records
- 2009: Break the Bread – (7") Hometown Caravan Records
- 2009: Gold Country Picture Disc – (Picture 7") SideOneDummy
- 2012: Chuck Ragan & the Refugio Kids & Friends (7") Uncle M (Benefizprojekt für das REFUGIO München, Beratungs- und Behandlungszentrum für Flüchtlinge und Folteropfer)
- 2012: Saw Blade – (7") SideOneDummy

Chuck Ragan brachte insgesamt sieben Singles, eine pro Monat, auf den Markt, die zusammen den Titel "The 7-Inch Club" tragen. Nur Käufer, die das gesamte Set vorbestellt hatten, erhielten Kopien der Singles. Die gesammelten Singles wurden ebenfalls auf einer CD namens The Blueprint Sessions veröffentlicht, die der letzten Lieferung von The 7-Inch Club beilag.